# Лушань
Лушань (кит. упр. 庐山, пиньинь Lúshān) — горный комплекс и национальный парк Китая площадью ок. 300  км² в провинции Цзянси к югу от Цзюцзяна, рядом с озером Поянху. Объект мирового культурного наследия ЮНЕСКО с 1996 г.
Под влиянием множества легенд Лушань был известен под различными именами, как, например, Куаншань — в честь легендарного аскета Куан Су.

## Культурное наследие
Национальный парк Лушань был включен в список всемирного наследия в 1996 году. Гора Лушань в провинции Цзянси является ярким примером развитости китайской цивилизации. Здесь расположено несколько буддийских и даосских храмов, а также неоконфуцианская школа Чжу Си (кит. упр. 白鹿洞, пиньинь bólùdòng, буквально: «Грот белого оленя»). Всё это здесь уникальным способом сочетается с природной красотой, формируя высокую эстетическую ценность. Таким образом, китайский национальный дух и культурная жизнь имеют тесный контакт с культурным ландшафтом.

## География и природа
Лушань насчитывает более сотни горных вершин, среди них Шансофэн, Ханьполин, Шуанцзяньфэн, а самая высокая Даханьянфэн (1474 м). Множество водопадов, таких как Кайсянь, Саньдецюань, Шимэньцзянь. Климат среднегорный, с очень тёплым летом (средняя температура июля 25,8 °C) и очень мягкой зимой (средняя температура января 7,3 °C); осадков 1050 мм в год.

## История и культура
В первой китайской исторической летописи Шицзи горы уже упоминаются под своим названием. Считались обителью небожителей. Лушань посвящены тысячи стихов и поэм. Поэт Ли Бо, например, писал такие строки:

Смотрю на пик Пяти Стариков,

На Лушань, на юго-восток.
Он поднимается в небеса,

Как золотой цветок.
С него я видел бы все кругом

И всем любоваться мог…
Вот тут бы жить и окончить мне

Последнюю из дорог.
Оригинальный текст (кит.)望庐山五老峰
庐山东南五老峰， 青天削出金芙蓉。
九江秀色可揽结， 吾将此地巢云松。

— Перевод А. Гитовича

За сизой дымкою вдали

Горит закат,
Гляжу на горные хребты,

На водопад.
Летит он с облачных высот

Сквозь горный лес—
И кажется, то Млечный Путь

Упал с небес.
Оригинальный текст (кит.)望庐山瀑布
日照香炉生紫烟，遥看瀑布挂前川。
飞流直下三千尺，疑是银河落九天。
— Перевод А. Гитовича

## Достопримечательности
Основными достопримечательностями парка являются хижины отшельников, здание 8-го пленума ЦК в 1959 году (кит. 庐山会议会址), цветочные дорожки (кит. 花径), буддийский храм Чжушань (кит. 竹山寺), долина, святая пещера, горные ручьи, водопады, леса, озера, источники, горные вершины, музеи, ботанический сад.
В парке также расположены следующие объекты:
- Буддийский храм Дунлиньсы (кит. упр. 东林寺, пиньинь dōnglínsì, буквально: «Восточный лес») был построен в 386 году в честь проживавшего здесь монаха Хуэйюань, основавшего школу буддизма Чистой Земли.
- Руины даосского монастыря Цзяньцзигуань, основанного в 461 году Лу Сюцзином.
- Неоконфуцианская школа Байлудун («Пещера белого оленя»), основанная Чжу Си под пиком Улаофэн («Пять стариков») превратила Лушань в центр учёности средневекового Китая.
- Холм Гулин («Холм быка») и прилегающая долина с конца XIX века стали местом иностранных резиденций. Здесь сохранились архитектурные образцы десятков стран и храмы основных мировых религий.